# Jaitpur

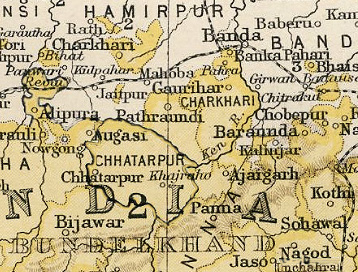
Jaitpur a un mapa de l'Imperial Gazetteer of India

Jaitpur fou un estat tributari protegit a l'Índia central. La capital era Jaitpur que avui dia és una vila del districte de Chhatrapur, a Madhya Pradesh, Índia, uns quilòmetres al nord-oest de Khajuraho (hi ha una vila amb el mateix nom a uns quilòmetres al sud de Khajuraho), i anteriorment fou part del districte d'Hamirpur dins les Províncies del Nord-oest (Agra) i després Províncies Unides d'Agra i Oudh; la ciutat està situada a 25° 15′ 35″ N, 79° 36′ 25″ E / 25.25972°N,79.60694°E a la riba del Bela Tal a uns 105 km al sud d'Hamirpur; la seva població era el 1881 de 5.440. Semblava formada per diversos poblets agrupats amb una notable llargada (uns 3 km) però molt poca amplada. A la ciutat existiexen dos forts (el principal i un segon) i un destacat temple. Una resclosa al Bela Tal d'uns 5 km fou construïda pels sobirans chandela de Mahona al segle ix però es va trencar el 1869 i les reparacions ja no el van deixar com abans; dos canals de reg surten de la resclosa.

## Història
Fou fundada al començament del segle XVIII per Jagat Raj, fill del famós raja bundela Chhatar Sal; va construir una gran fortalesa que encara existeix. Fou el primer a governar la zona que va quedar en mans dels seus descendents. El 1842, després de les derrotes britàniques a Kabul, el sobirà raja Parikhat es va revoltar; fou derrotat i fet presoner i enviat a Cawnpur amb una pensió, i hi va morir; la seva vídua va poder residir a Naugaon amb una pensió. Els britànics van posar al tron a Khet Singh, a la mort del qual el 1849, extinta la branca principal, seguint la doctrina de la caducitat, definida per Lord Dalhousie, el principat fou annexionat pels britànics que ja l'administraven de fet feia algun temps a causa de complicacions financeres.

## Llista de rages
- ? - 1758 Jagat Rai
- 1758 - 1765 Pahar Singh
- 1765 - ? Gaj Singh
- ? - 1812 Kesri Singh
- 1812 - 1842 Parikhat Singh
- 1842 - 1849 Khet Singh